# La Sagitaria

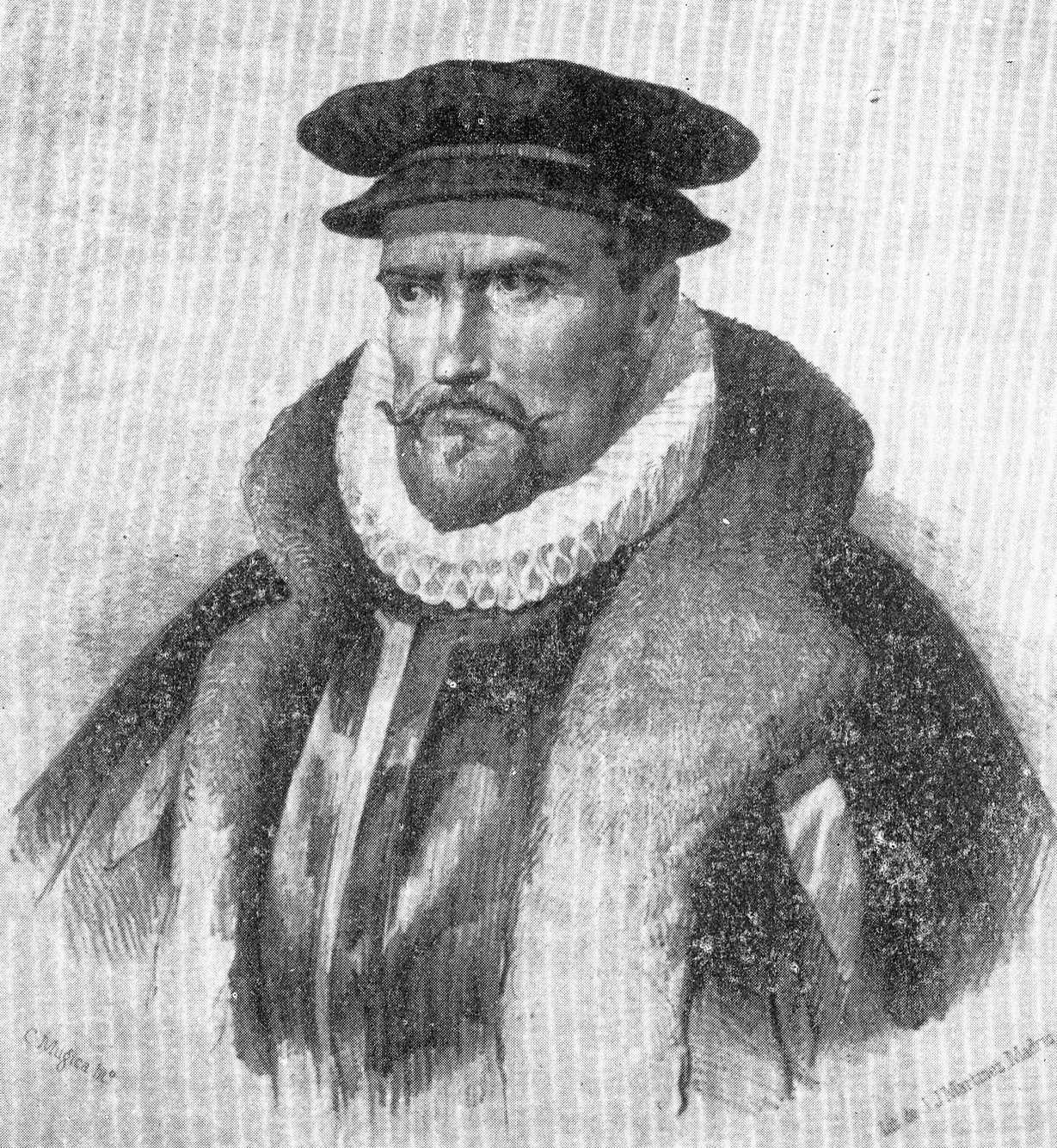
Pedro Fernandez de Quiros (1565 - 1614)

La Sagitaria (parfois orthographié « Sagittaria ») est une île de l’océan Pacifique découverte le 13 février 1606 par l’expédition du navigateur portugais Pedro Fernandez de Quiros, placé sous les ordres du Roi Philippe III d’Espagne. Cette expédition avait pour objectif de se rendre aux îles Salomon - où Alvaro de Mendana et Quiros avaient établi une première colonie en 1595 - tout en essayant de découvrir et évangéliser d’autres terres, dont notamment le continent austral supposé occuper le sud de l’océan Pacifique.
Quiros ne donne pas de latitude ni d’estimation de longitude pour l’île de Sagitaria, mais les données fournies par les différents comptes rendus de navigation de son équipage, montrent que l’expédition se trouvait au nord du 18e parallèle sud dans l’actuelle Polynésie française au moment de la découverte, et plus précisément aux alentours de 15°45 sud, suivant son pilote Gaspard de Leza, 15°1/2 sud, suivant Diego de Prado y Tovar, et 16°1/2 Sud selon Luis Vaez de Torres.
Peu de temps après la découverte de Tahiti par Samuel Wallis en 1767, l’hypothèse fut émise que cette dernière île correspondait à la Sagitaria, ce qui aurait fait de Quiros le premier découvreur européen de Tahiti, en lieu et place de Wallis.
Malgré l’absence de fondement de cette hypothèse, de nombreux auteurs y ont donné foi, et continuent encore parfois aujourd’hui de mentionner Tahiti comme la Sagitaria de Quiros. La diffusion de ce mythe tenace est le fruit de deux confusions : la première a consisté à confondre la Sagitaria, découverte le 13 février, avec une île habitée découverte par l'expédition trois jours plus tôt, et baptisée par Quiros "La Conversion de San Pablo". La seconde a été d’assimiler la description et la localisation sommaires de la Conversion de San Pablo, avec celles de l’île de Tahiti. Or, il est très vraisemblable que l’île dénommée La Conversion de San Pablo désigne l’atoll de Hao, aux Tuamotu, et que de ce fait, La Sagitaria corresponde au petit atoll inhabité de Rekareka.

## Les sources
Il existe plusieurs sources d’époque, relatant le passage du voyage de Quiros au cours duquel ont été découvertes plusieurs îles des Tuamotu, dont la Sagitaria. Les principales sont :
- Un manuscrit, vraisemblablement écrit en 1607 par Luis de Belmonte Bermudez, secrétaire de Quiros, sous la direction de celui-ci. Il relate les trois voyages effectués par Mendana et Quiros dans le Pacifique Sud, et a essentiellement pour but de convaincre le roi d'Espagne d'en financer un quatrième. Imprimé tardivement (pour la première fois en 1876, en Espagne), il est resté longtemps ignoré des chercheurs. Il est édité en Français, en 2001, sous le titre « Histoire de la découverte des régions australes » (traduction : Annie Baert)[4].
- Une lettre de 1609 adressée par Quiros au roi d’Espagne, dans lequel il récapitule sommairement les noms des îles qu’il a découvertes au cours du voyage qu'il a commandé, parmi lesquelles figure la Sagitaria[5];
- Le « Compte-rendu véritable des événements du voyage que le capitaine Pedro Fernandez de Quiros fit aux îles australes »[1], par Gaspar González de Leza, chef pilote de la flottille, l’un de comptes-rendus les plus fournis en données de localisation, lui aussi redécouvert tardivement ;
- Une lettre du 12 juillet 1607, adressée par Luis Vaez de Torres, commandant en second de la flottille, au Roi d’Espagne depuis Manille[2] ;
- « La Austrialia del Espiritu Santo », du frère franciscain Martin de Munilla, membre de l'expédition, publié en Anglais en 1966 (trad. Celsius Kelly)[6].
- Un récit par le frère Juan de Torquemada dans son ouvrage « Monarqua Indiana », édité à Séville en 1615, vraisemblablement d’après des éléments recueillis auprès de Quiros et des frères franciscains qui avaient pris part à l’expédition[7].
- La "Relacion sumaria del descubrimto que enpeco pero Fernandez de Quiros y le acabo El capan don Diego de Prado con asistencia del capan Luis Baes de Torres", par Diego de Prado y Tovar[8].

Seul Quiros emploie le nom de La Sagitaria dans ses écrits. Les autres ne lui donnent pas de nom, à l'exception de Prado y Tovar qui la nomme "Sinventura".

## Description de la découverte de La Sagitaria
Dans son manuscrit de 1607, Quiros évoque très brièvement trois îles qu’il aperçoit sans y accoster, peu après avoir débarqué sur l'île habitée qu'il nomme "La Conversion de San Pablo" les 10 et 11 février : « Le lendemain [le 12 février], on vît une autre île au Nord-Est, qu’on appela « La Decena ». On tenta d’y aller mais on ne le pût pas, pas plus que vers deux autres que l’on vît plus tard. La première, on l’appela « la Sagitaria », et la deuxième « La Fugitiva ». » 
Ces quelques lignes sont donc les seules à parler de « la Sagitaria », dans sa relation de voyage. Le nom apparaît également une fois seulement, dans la liste des îles découvertes qui fait l'objet de sa lettre de 1609 au roi. Quiros ne donne aucune latitude, aucune estimation de longitude, ni aucune indication quant à la taille ou la morphologie de l’île. Il ne fait pas non plus mention d'une présence humaine.
Même la date exacte de la découverte de la Sagitaria et la Fugitiva est sujette à conjecture, puisque Quiros indique seulement les avoir découvertes « plus tard » que la découverte de la Decena, elle-même découverte le lendemain du 11 février, donc le 12.
Seul le récit de son chef pilote Gaspar de Leza, indique en détail les dates de découverte des îles ayant suivi le débarquement sur la première île habitée visitée par l’expédition. Leza indique en effet, comme la plupart des autres membres de la flotte, que la première île habitée qu’ils rencontrent est découverte le 10 février, et qu’ils y abordent à nouveau le 11. Cette île correspond à « La Conversion de San Pablo » de Quiros. Ils la quittent le 12 février, date à laquelle ils aperçoivent une nouvelle île au Nord sans s’y rendre, correspondant à la Decena de Quiros. Enfin, le 13 à midi, puis le 14 à l’aube, ils aperçoivent deux îles, qu’ils renoncent à tenter d’aborder. Compte tenu de l’ordre des découvertes, ces îles correspondent respectivement à la Sagitaria et à la Fugitiva de Quiros.
Diego de Prado y Tovar décrit quant à lui une île « très plate et très basse » découverte après deux jours de navigation depuis l'île habitée qui correspond à « La Conversion de San Pablo » de Quiros, ce qui la fait donc correspondre à la Sagitaria. Il précise qu'elle est inhabitée, sans ancrage possible, et qu'elle fait seulement deux lieues de circonférence. Il indique que cette île est nommée « Sinventura » (« malheureuse ») par ses découvreurs.
Enfin, Luis Vaez de Torres mentionne une île « très basse », au point d'avoir « certaines parties submergées », mais il n'est pas possible d'établir si celle-ci correspond à la Decena, à la Sagitaria ou à la Fugitiva de Quiros.
Aucune explication de Quiros ne permet de savoir pourquoi le nom de la Sagitaria (qui signifie « la Sagittaire ») a été donné à cette île.
L'historien et homme politique François Guizot, dans ses "Mémoires pour servir à l'histoire de mon temps" (1858), avance l'hypothèse que ce nom ait été donné à cette île "probablement parce que les flèches étaient les seules armes de ses sauvages habitants". Le mot "sagitta" désigne en effet une flèche ou une lancette, en latin. Toutefois, cette hypothèse repose sur la croyance erronée que la Sagitaria correspond à l'île habitée découverte le 10 février, ce qui est démenti par le récit complet de Quiros, ainsi qu'il est démontré plus bas. Du reste, tous les récits des membres de l'expédition rapportent que les habitants rencontrés disposaient de longues lances, et non de flèches.
Certaines publications récentes énoncent, sans donner leurs sources, que le mot Sagitaria rappellerait "le cône volcanique en forme de faisceau de flèches" qui caractériserait Tahiti,.

## Positionnement géographique de La Sagitaria d'après ses découvreurs

### Mesures approximatives
A l’époque du voyage de Quiros, la précision des mesures de longitude était extrêmement relative, compte tenu de l’absence de moyen fiable pour mesurer l’écoulement du temps. Ainsi, les navigateurs effectuaient plutôt une estimation de la distance parcourue sur un axe est-ouest, en fonction de la vitesse de déplacement évaluée, et en tentant de corriger les effets des courants. Quiros exprime ainsi des distances en lieues par rapport à la ville de Lima (ou « Cité des Rois »), son point de départ. Or, non seulement cette méthode est approximative, mais en plus, la notion de lieue est sujette à des acceptions variables dans le temps et dans l’espace (lieue terrestre, lieue nautique, lieue espagnole, lieue d’Amérique du Sud…). Dans son ouvrage Histoire de la découverte des régions Australes (p. 208), Annie Baert considère que la lieue retenue par Quiros, correspondrait à 3,4 milles nautiques, soit 6,3 km environ.
Même les mesures de latitude mentionnées par Quiros et ses pilotes, montrent des écarts assez importants à ce moment de leur voyage, et des erreurs de plus d’1 degré par rapport à la réalité sont fréquentes. La mauvaise fiabilité des données géographiques relevées empêche donc parfois de faire correspondre avec exactitude les îles recensées par les membres de l’expédition, à des îles réelles.

### Noms différents
En outre, les noms donnés aux mêmes iles par Quiros et les autres officiers de la flotte, correspondent rarement, chacun tenant son journal de bord à part. Les quatre petits atolls typiques du groupe d’Actéon (Matureivavao, Tenarunga, Vahanga et Tenararo), facilement identifiables, sont ainsi baptisés « Las Cuatro Coronadas » par Quiros, « Las Cuatro Hermanas » par Prado, « Las Virgines » par Vaez de Torres, et « Las Anegadas » par Gaspard Gonzales de Leza.
Enfin, même le décompte des îles découvertes connaît parfois des différences entre les récits, certains omettant de mentionner telle ou telle île, ou comptant la découverte des quatre îles du groupe d’Actéon comme une seule découverte. Le récit de Torquemada, notamment, compte deux îles de trop par rapport au décompte de Quiros.
Quiros ne donne pas de coordonnées géographiques à l'île qu'il nomme "la Sagitaria". Il indique juste qu'elle se situe au Nord de la Conversion de San Pablo, île qu'il indique se situer au 18e parallèle sud, et à 1180 lieues à l'ouest de Lima. Son pilote Gaspard de Leza, lui, donne une latitude de 15°45 S à l'île aperçue le 13 février, qui correspond à la Sagitaria. Diego de Prado y Tovar, donne une latitude de 15°1/2 S à cette même île, qu'il désigne par le nom de "Sinventura". Enfin, Luis Vaez de Torres situe par 16° 1/2 Sud, une île découverte peu après l'île habitée correspondant à la Conversion de San Pablo, ce qui peut la faire correspondre à la Sagitaria, comme à la Decena ou à la Fugitiva.

## Assimilation à Tahiti

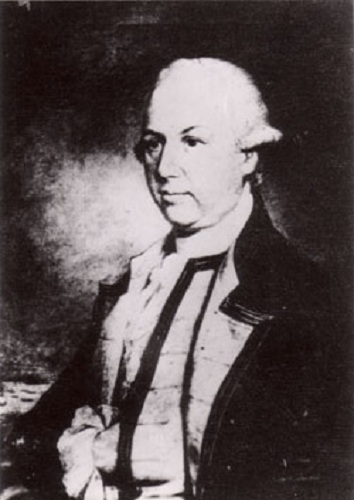
Samuel Wallis (1728-1795).

Rapidement après la découverte de l'île de Tahiti par Samuel Wallis, en 1767, de nombreux commentateurs font un parallèle avec l'île habitée découverte le 10 février 1606 par Quiros, et qu'ils considèrent par méprise être la Sagitaria.
La description de la Sagitaria rappelée ci-dessus évoque pourtant une île basse, très petite, inhabitée, et située entre 15°1/2 et 16°1/2 de longitude sud, donc sans aucune caractéristique commune avec Tahiti.
Cette confusion provient de la connaissance incomplète, à cette époque, des différentes sources décrivant les découvertes de l'expédition de Quiros. En effet, comme le montrent les ouvrages de compilation effectués par Alexander Dalrymple et James Burney à la fin du XVIIIe siècle et au début du XIXe siècle, il ressort que le récit complet du voyage rédigé par Quiros et son secrétaire Luis de Belmonte Bermudez ne leur était pas connu, et que leurs principales sources étaient le récit de Torquemada, ainsi que la simple liste d'îles figurant dans la lettre de Quiros au roi d'Espagne en 1609.
Or, la relation de Torquemada, si elle comportait des dates de découvertes, ne comportait aucun nom d'île. À l'inverse, la liste de Quiros comprenait le nom des îles, mais aucune date. En raison d'un mauvais décompte des îles découvertes dans la Monarquia Indiana de Torquemada, le croisement des deux sources donne un décalage qui explique que l'île habitée découverte le 10 février par Quiros, soit prise pour la Sagitaria, alors qu'il s'agit en fait de la Conversion de San Pablo, comme l'ont confirmé ultérieurement les récits complets de Quiros et Leza, redécouverts dans les archives. C'est donc la description de La Conversion de San Pablo qui est prise par les lecteurs anciens, comme la description de la Sagitaria.
Le récit complémentaire de Torres, connu des Anglais depuis 1769, n'apportait pas d'éléments susceptibles de corriger cette erreur.
Le rapprochement entre la Sagitaria et Tahiti provient avant tout du fait que la latitude donnée par les différents membres d'équipage pour l'île habitée découverte le 10 février (qui est en réalité La Conversion), est comprise entre 17°40 et 18°40 S, selon les auteurs. Or, Tahiti se trouve entre les latitudes 17°30 et 17°50 S, ce qui, jusqu'au XVIIIème siècle, compte tenu de la très faible connaissance géographique de la zone, semblait une proximité suffisante pour assimiler les deux îles.
De même, comme détaillé plus loin, certains commentateurs ont pu trouver des ressemblances dans la description physique des deux îles, et — plus logiquement — de leurs habitants.
Enfin, ce rapprochement s'est trouvé renforcé par le fait que ces deux îles soient les seules îles habitées de la région, connues à l'époque, dans lesquelles les Européens aient reçu un accueil amical de la part des habitants.
Bien que Markham indique, en 1904, que Wallis ait été le premier à penser avoir identifié Tahiti comme la Sagitaria de Quiros, aucun écrit de Wallis ne corrobore cette affirmation. Il semble que le premier à soulever cette hypothèse soit plutôt Alexander Dalrymple, en 1773. À sa suite, de nombreux géographes et auteurs, Français et Anglais notamment, émettent la même hypothèse, dont certains font même une affirmation.

### Alexander Dalrymple
Alexander Dalrymple émet l'hypothèse que la Sagitaria de Quiros corresponde à Tahiti, dans une lettre ouverte par ailleurs très critique, adressée en 1773, à John Hawkesworth, éditeur controversé du récit du premier voyage autour du monde de James Cook. Il s'appuie, comme on l'a vu ci-dessus, sur la description rapportée par Torquemada pour l'île qu'il croît être la Sagitaria, du fait d'un mauvais décompte dans les îles découvertes, mais qui correspond en réalité à la Conversion de San Pablo, dans la liste de Quiros.

### Alexandre Guy Pingré
Presque en même temps, en 1774, le Français Pingré publie dans la revue "Observations sur la physique, sur l'histoire naturelle et sur les arts" une "Lettre sur la comparaison des anciennes et des nouvelles découvertes faites dans la Mer du Sud, au midi de l'Equateur". Avec prudence, il avance lui aussi l'hypothèse que la Sagitaria corresponde à l'île de Tahiti, découverte peu d'années auparavant par Wallis, et reconnue ensuite par Bougainville et Cook. Pour les mêmes raisons, il commet la même erreur de croire que la Sagitaria est l'île habitée découverte le 10 février 1606 : « la Sagittaire de Quiros serait-elle les 'deux groupes' de Cook, ou peut-être encore mieux l'isle de Otahiti. La latitude est à très-peu près la même; quelques degrés de plus ou de moins sur la longitude ne doivent point nous arrêter. (...). Si, ce qui me paraît (...) probable, Otahiti est la même que la Sagittaire, l'isle de Ulietea [Raiatea] ou les isles du Lord Howe et de Scilly du même capitaine Wallis, pourront être les mêmes que la Fugitive et le Pèlerin de Quiros. Au reste, je suis très éloigné de garantir l'identité de toutes ces îles; je regarde juste comme très-vraisemblable que les isles, découvertes dans ce parage par Quiros, par les capitaines Carteret, Wallis et Cook, et par M. de Bougainville, appartiennent à un même archipel, et qu'au moins quelques-unes de celles qui ont été reconnues par les derniers Navigateurs, avaient été vues près de deux siècles auparavant par Quiros. »

### Georg et Johann Forster
Georg Forster (dessinateur, devenu ethnologue et traducteur, fils de Johann Reinhold Forster), faisait partie de la seconde expédition scientifique de James Cook, qui aborda à Tahiti en 1772. En 1777, il publie sa relation dudit voyage : « A Voyage Round the World in His Majesty's Sloop, Resolution, commanded by Capt. James Cook, during the Years 1772, 3, 4, 5 ».
Il y exprime lui aussi sa conviction que Tahiti n’aurait pas été découverte par Samuel Wallis en 1767, mais par Quiros, 160 ans auparavant. Il indique ainsi, en décrivant leur propre arrivée à Tahiti : « In the evening, about sun-set, we plainly saw the mountains of that desirable island, lying before us, half emerging from the gilded clouds on the horizon. Every man on board, except one or two who were not able to walk, hastened eagerly to the forecastle to feast their eyes on an object, of which they were taught to form the highest expectations, both in respect of the abundance of refreshments, and of the kind and generous temper of the natives, whose character has pleased all the navigators who have visited them. The first discoverer was probably a Spaniard, Pedro Fernandez de Quiros, who sailed from Lima in Peru, on the 21st of December 1605. He made an island on the 10th of February 1606, calling it la Sagittaria, which, from all the concurring circumstances, seems to have been O-Taheitee. He found no harbours on the south part, where he fell in with it; but the people he sent ashore were treated with the greated marks of friendship and kindness. Captain Wallis next found this island on the 18th of June 1767, and called it George the Third's Island »
Traduction :
 « Le soir venu, au moment du coucher de soleil, nous vîmes clairement les montagnes de cette île désirable, s'étendant devant nous, émergeant à moitié des nuages dorés posés sur l'horizon. Tous les hommes à bord, excepté un ou deux qui n'étaient pas capables de marcher, se hâtèrent avec impatience vers le gaillard d'avant pour repaître leur vue de cette chose pour laquelle ils avaient appris à former les plus hautes attentes, tant au regard de l'abondance de ses rafraîchissements, que du tempérament amical et généreux des natifs, dont la nature a réjoui tous les navigateurs qui les ont rencontrés. Le premier découvreur en fût probablement un Espagnol, Pedro Fernandez de Quiros, qui fit voile depuis Lima au Pérou, le 21 décembre 1605. Il aperçut une île le 10 février 1606, qu'il appela la Sagittaria, et qui, au regard des circonstances convergentes, semble avoir été O-Taheitee [Tahiti]. Il ne trouva pas de mouillages dans la partie sud, par où il l'aborda; mais les gens qu'il envoya à terre furent traités avec les plus grandes marques d'amitié et de bonté. Le capitaine Wallis trouva à son tour cette île le 18 juin 1767, et la nomma Ile du roi Georges III » Au vu de la date du 10 février, et de la mention d’une rencontre pacifique avec les habitants, la confusion opérée par Georg Foster entre la Sagitaria et la Conversion de San Pablo est manifeste.
Johann Forster (le père de Georg Forster, également membre de l'expédition de Cook) publie en 1778, à Londres et à Paris, ses propres observations sur le second voyage de Cook. Il fait également sienne "la conjecture de M. Dalrymple dans la lettre au Dr Hawkesworth", quant à l'identité de Tahiti et de la Sagitaria, bien qu'il indique que cette opinion ait été "attaquée".

### Charles de Fleurieu
Charles Pierre Claret de Fleurieu, explorateur, hydrographe puis Ministre de la Marine, écrit en 1790 dans son ouvrage « Découvertes des Français dans le sud est de la Nouvelle-Guinée, en 1768 et 1769 », publié en 1790 :  « Tout porte à croire que la Sagittaria de Queiros est l'île O-Tahiti, reconnue et visitée par tous les navigateurs modernes. (...). Les détails relatifs à la topographie du pays, mêlés, dans la relation de Torquemada, au récit de [la descente à terre des hommes de Quiros] présentent une conformité frappante avec Ies détails du même genre rapportés dans le Journal de Cook". » A l'appui de son hypothèse, il souligne notamment la relative concordance des latitudes observées pour les deux îles, et la ressemblance supposée entre l'isthme de Taravao, décrit par Cook, et le "bras de terre séparant deux mers" décrit par Torquemada. Cet argument sera par la suite largement repris.
En note de bas de page, Fleurieu indique que la relation de Georg Forster, dont il a pris connaissance après la rédaction de son article, conforte sa propre opinion.
Il exprime la même hypothèse en 1798, dans son "Examen critique du voyage de Roggeveen", annexé au récit du "Voyage autour du monde pendant les années 1790,1791 et 1792" d'Etienne Marchand.
La thèse de Fleurieu est citée, et confirmée comme "universellement partagée", par Edouard Charton en 1857 dans « Voyageurs anciens et modernes ».

### James Burney
James Burney était lui aussi membre de la seconde expédition scientifique de James Cook, avec Georg Forster, en tant que midshipman puis second lieutenant. Il est l’auteur d’une somme considérable sur l’histoire de la navigation dans les mers du sud, éditée en 1806. Il écrit, dans son Introduction au voyage de Quiros (Volume II, page 273) : « (...) late navigations, (...) have brought to light many of the discoveries of Quiros, and particularly an Island which more than any other among the numerous Islands in that sea, has attracted the attention of Europe, and which has been distinguished by the appellation of the New Cythera [Tahiti]. » Traduction : « (...) les récentes navigations, (...) ont mis en lumière de nombreuses découvertes de Quiros, et en particulier une île qui plus qu'aucune autre parmi les nombreuses iles de cette mer, a focalisé l'attention de l'Europe, et qui a été distinguée par l'appellation de Nouvelle Cythère [Tahiti] »
Puis, en note de pied de page (p. 281), il indique « Upon the discovery of the Island Otaheite [Tahiti] by Captain Wallis in 1767 geographers immediately believed they recognized in it the Sagittaria of Quiros". » Traduction : « 

"A propos de la découverte de l'île Otahiti par le capitaine Wallis en 1767, les géographes ont immédiatement cru y reconnaître la Sagittaria de Quiros » Burney énonce alors longuement dans cette note de bas de page, les différents arguments en faveur et en défaveur de l'identification de la Sagittaria à Tahiti, considérant finalement que la première hypothèse est la plus probable en raison :
- de la concordance des latitudes et, dans une certaine mesure, des longitudes mesurées pour ces deux îles
- de la ressemblance de l'isthme de Taravao, à Tahiti, avec la description d'une bande de terre séparant deux mers, faite par Torquemada pour l'île habitée découverte le 10 février.
- du récit de James Cook selon lequel, Tupaia leur aurait indiqué qu'un grand navire étranger serait venu à Tahiti du temps de son "grand-père", le nombre de générations rapporté par Tupaia n'étant pas à prendre à la lettre selon lui.

### Autres auteurs
La confusion opérée par les premiers géographes est reprise ensuite par toutes sortes d'auteurs au cours du XVIIIe, du XIXe, et même d'une partie du XXe siècle, dont les grands navigateurs et les éditeurs d'encyclopédies :

#### Navigateurs
- Pour La Pérouse : "Il y a tout lieu de croire que la Sagittaire de Quiros est la même isle qu'O-Taïti : la latitude, le gisement de la côte que l'on prolongea, et les terres annoncées dans l'Ouest de la Sagittaire, conviennent parfaitement à l'isle d'O-Taïti". (Voyage de La Pérouse autour du monde, 1798)[21].
- Dans son "Voyage de la Corvette l'Astrolabe" (1830)[22], comme dans son "Histoire Générale des Voyages"[23] (Tome II - Voyages autour du monde)(1859), Jules Dumont d’Urville exprime lui aussi l'avis que la Sagittaria de Quiros correspond à Tahiti, redécouverte par Wallis. Il écrit : "A n'en plus douter aujourd'hui, le premier découvreur de Taiti est l' Espagnol Quiros. Il vit le 10 février 1606 cette terre qui lui restait au vent et ordonna à un brigantin d'y aller à la recherche d'un port". D'après lui il n’existe pas d’autre île que Tahiti correspondant à la description faite par Quiros, dans tout le Pacifique Sud sur le parallèle 17°40[24].

#### Encyclopédies
La plupart des encyclopédies du XIXe siècle, et même au-delà, affirment dès lors la probable identité entre Tahiti, et la Sagitaria découverte par Quiros :
- A titre d'exemple, on peut citer les diverses éditions du "Dictionnaire de la Conversation et de la Lecture" à partir de 1837, sous la direction de William Duckett, qui mentionne Tahiti (ou Otahiti) comme la "Sagittaria de Quiros".
- En 1903, dans le Journal of the Polynesian Society, Georges Collinridge rapporte -pour le critiquer-  que l’ Encyclopaedia Britannica présente encore Quiros comme le découvreur de Tahiti. Cette encyclopédie énonce en effet : "There is little doubt that the main Island (Tahiti), and some other members of the group, were visited by the Spaniard Pedro Fernandez de Quiros in February, 1607"[25]. En 1911, elle indiquait encore, s'agissant des îles de la société, qu'une partie de l'archipel de Tahiti a été découverte par Qurios, et que Wallis l'a redécouverte en 1767, et baptisée "île du Roi Georges"[26].
- En janvier 2019, l'Encyclopédie Larousse en ligne mentionne encore, dans son entrée "Océan Pacifique" : "En 1606, le Portugais Pedro Fernandez de Quiros découvre Tahiti"[3].

#### Romans

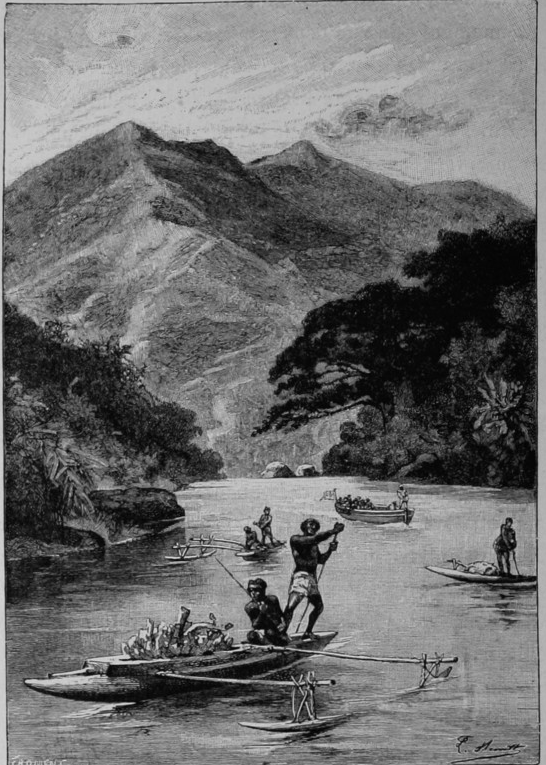
Jules Verne - L'île à hélice (1895).

La littérature grand-public n'est pas en reste :
- Alexandre Dumas, dans son roman Black (1855), mentionne que Tahiti fut d'abord baptisée « Sagittaria », par son découvreur Quiros[27].
- Jules Verne, dans  L'Île à hélice (1895), fait de même, en commettant au passage une erreur sur la date : « Ce fut en 1706, que Quiros prit connaissance de l’île de Taïti, à laquelle il donna le nom de Sagittaria »[28].

## Controverse, et assimilation à un atoll des Tuamotu

### Controverses initiales
En dépit de l'opinion générale rapidement admise, un débat a toujours existé quant à la localisation exacte de la Sagitaria. Ainsi, dès 1778, William Wales, un autre membre (astronome et mathématicien) de la seconde expédition de James Cook, entretien une controverse féroce avec Georg Forster. Dans ses « Remarks on Forster’s voyage », il émet -entre autres- l'idée que la Sagitaria ne correspond pas à Tahiti, mais qu'elle serait plutôt située à proximité des "Îles des Amis" de Cook (l'archipel des Tonga).
En 1792, dans le périodique "The Monthly Review", Ralph Griffiths critique l'analyse de Fleurieu évoquée plus haut, et évoque cette théorie de Wales, qui lui semble préférable. Il estime néanmoins devoir s'en écarter un peu, et considère que la Sagitaria doit se trouver "légèrement à l'Est ou à l'Ouest" de Tahiti, et plus probablement à l'Ouest, sans doute à 154° de longitude, soit "légèrement au sud-ouest de Maurua [Maupiti]".
Ce faisant, il émet des arguments valables sur le fait que Sagitaria ne peut être à Tahiti, et notamment le fait que les récits espagnols disponibles, parlent d'une île basse où ils n'ont rencontré que très peu d'habitants, ce qui ne peut correspondre à l'isthme de Taravao.

### Assimilation de la Sagitaria à un atoll des Tuamotu
Jacques-Antoine Moerenhout, négociant français né à Anvers, a vécu en Polynésie entre 1829 et 1834, et navigué notamment à plusieurs reprises dans l'archipel des Tuamotu. Il a appris à en connaître la géographie, la culture et la langue. En 1837, dans son ouvrage "Voyage aux îles du Grand Océan" (tome 2), il démontre avec force arguments que Sagitaria n’est pas Tahiti, et ne peut être qu'une île des Tuamotu (appelé à l'époque "Archipel dangereux"). Il écrit ainsi : « ...après avoir lu avec attention ce qu'on a dit de la découverte de Quiros et après un séjour de plusieurs années à O-taïti prise jusqu'ici pour la Sagittaria de ce navigateur, je n'ai pu y reconnaître la moindre identité et je m'étonne qu'on ait confondu l'île de Quiros avec celle que Wallis a découverte en 1767. (...) J'en appelle non pas à ceux qui ont vu O-taïti, mais seulement à quiconque a lu avec quelqu'attention Wallis, Bougainville, Cook, et je demande s'il est possible au moins d'après cette description que la Sagittaria de Quiros soit cette île extraordinaire dont la beauté et l'extrême richesse ont frappé tous les Européens, et dont les premières descriptions firent tant de bruit en Europe. » Il se dit convaincu pour sa part "que l'île de Quiros n'est qu'une de ces îles basses telles qu'Anaa ou d'autres déjà décrites de l'archipel Dangereux".
Pour preuve, il énonce les arguments suivants :
- Quiros n'a pas trouvé de port au nord de l'île habitée qu'il aborde le 10 février, alors que les côtes Nord de Tahiti abritent les ports « les plus spacieux et les plus faciles à reconnaître ».
- Les navires de l'expédition ont du mouiller sur un "fond de roche", près d'un rivage bordé de rochers. Or, Moerenhout indique ne connaître aucun endroit semblable à Tahiti. Il rappelle également que les Espagnols ne disent pas un mot des récifs qu'ils auraient dû passer pour atteindre la côte, s'ils s'étaient réellement trouvés à Tahiti.
- Les côtes de Tahiti étaient beaucoup plus peuplées que ce que décrivent les membres de l'expédition de Quiros.
- Les Espagnols disent ne pas avoir trouvé d'eau douce en creusant le sol, ce qui n'aurait pas pu arriver à Tahiti, notamment pas dans l'isthme de Taravao, où l'eau abonde de tous côtés.
- La description d'une "baie tranquille" située de l'autre côté de la terre abordée correspond à celle d'un lagon d'atoll.
- Torquemada décrit un canal à fond de sable séparant deux terres, couvert d'eau à hauteur de genou, et dit que cet « isthme » est submergé à marée haute. Ceci correspond aux hoa des atolls.
- Les Espagnols décrivent une île basse (Torres dit « isla rasa »), alors que de hautes montagnes sont visibles partout à Tahiti;
- les Espagnols ne parlent pas de l'île de Moorea, alors qu'ils annoncent avoir pris un cap nord-ouest en quittant l'île habitée découverte le 10 février.

Et Moerenhout de conclure : "Si donc la Sagittaria de Quiros n'est pas la même qu'O-taïti, il est très probable que c'est ou l'île de la Chaîne [Anaa] qui répond à la description des Espagnols et se trouve à la même latitude, ou quelqu'autre île en deçà de cette dernière comme il paraît qu'il s'y en trouve d'après les Indiens navigateurs qui prétendent les avoir visitées".
Armand de Quatrefages, dans son ouvrage "les Polynésiens et leurs migrations" (1866), rappelle la théorie généralement admise selon laquelle Sagitaria est Tahiti, et précise qu'elle lui paraît vraisemblable. Néanmoins, en note de bas de page, il écrit :
« L'opinion que la Sagittaria de Quiros ne peut être la même île que Tahiti a été soutenue de nouveau récemment par Mœrenhout. Les raisons qu'il fait valoir m'ont paru d'autant plus plausibles que je les ai examinées de plus près. Dans la première partie de ce travail, j'ai néanmoins accepté l'opinion la plus généralement reçue sur ce point d'histoire géographique. » En 1903, dans le Journal of the Polynesian Society, Georges Collinridge conteste lui aussi l'assimilation de la Sagitaria à Tahiti, et estime qu'il s'agit en fait d'un atoll, situé au sud-est de Tahiti.
Toutefois, dans l'ensemble des opinions ci-dessus, la controverse reste marquée par la confusion entre la Sagitaria et la Conversion de San Pablo, qui est le véritable nom donné par Quiros à l'île habitée qu'il a découverte le 10 février 1606. Ainsi, les débats portent toujours sur la description de cette dernière île, et non pas sur celle de la véritable Sagitaria. Il faut attendre 1882, pour que cette confusion soit enfin levée.

### Rétablissement de la chronologie des découvertes de Quiros
En octobre 1882, Ricardo Beltran y Rozpide publie dans le Bulletin de la Société Géographique de Madrid, un essai sur la découverte par Quiros de quatre îles dans l'archipel des Tuamotu, nommées "San Pablo", "Decena", "Sagitaria" et "Fugitiva". Cet essai exploite pour la première fois les écrits de Leza et Luis de Belmonte Bermudez, récemment remis au jour.
Grâce à ces récits de première main, il établit ainsi que l'île habitée découverte par Quiros le 10 février est la Conversion de San Pablo, et que la Sagitaria n'est qu'une petite île non abordée, découverte le 13 février.
D'après Celsius Kelly : "Beltran y Rozpide, fut le premier à utiliser les récits de Quiros, Leza et Torres, pour éliminer les deux îles imaginaires de Torquemada". Il indique également que Beltran y Rozpide identifie la Conversion de San Pablo à Anaa, en raison de la présence d'une croix découverte par Tomás Gayangos en 1774 sur cette île, et qui serait la croix érigée par Quiros tel que mentionné dans son récit.
En 1894, Clements Markham, à la suite de William Wharton, reprend cette hypothèse, et en arrive à la conclusion que la Sagitaria doit être l'île d' Aurora, c'est-à-dire Makatea,. Dans l'édition 1904 de ses "Voyages of Pedro Fernandez de Quiros", il écrit : « The first inhabited island, reached on February ist, 1606, has been supposed by Burney and others to be Tahiti. It is in the latitude of Tahiti ; but it is described as a low island with a large lagoon in the centre, and no fresh water. This could not by any possibility be Tahiti. Sir William Wharton has identified it as Anaa, or Chain Island, one of the Low Archipelago to the eastward of Tahiti. Quiros named it " Conversion de San Pablo," not "Sagittaria," as Burney supposed. With Anaa as a point of departure, the other islands discovered by Quiros are easily identified :
La Conversion de San Pablo : Anaa, or Chain Island.
La Decena, is Niau or Greig Island.
La Sagittaria, Mahatea or Aurora Island.
La Fugitiva, Matahiva or Lazareff Island » 
Traduction : « La première île habitée, atteinte le 1er (sic) février 1606, a été supposée par Burney et par d'autres, comme correspondant à Tahiti. Elle est sur la latitude de Tahiti; mais elle a été décrite comme une île basse avec un grand lagon en son centre, et sans eau douce. Ceci ne peut en aucun cas être Tahiti. Sir William Wharton l'a identifiée comme Anaa, ou île de la Chaîne, appartenant à l'archipel d'îles basses situé à l'est de Tahiti. Qurios l'a nommée "Conversion de San Pablo", pas "Sagittaria", comme l'a cru Burney. En prenant Anaa comme point de départ, le reste des îles découvertes par Quiros peut aisément être indentifié :
La Conversion de San Pablo : Anna, ou île de la Chaîne
La Decena : Niau ou île Greig;
La Sagittaria : Mahatea [Makatea] ou île Aurora;
La Fugitiva : Matahiva [Mataiva] ou île Lazareff." »
Ce faisant, Markham commet lui aussi une erreur, puisque Makatea est une île surélevée, sans lagon intérieur, qui ne peut pas correspondre à la description de la Sagitaria par ses découvreurs.

## La thèse désormais privilégiée: la correspondance probable avec Rekareka

Routes des découvreurs espagnols du Pacifique, dont Quiros.

En 1884, l'officier de marine Xavier Caillet, ayant longuement vécu à Tahiti et navigué dans l'archipel des Tuamotu, émet la thèse communément admise aujourd'hui, que la Conversion de San Pablo est Hao, et non Anaa, et que par conséquent, l'île de Sagitaria qui a tant fait couler d'encre pendant un siècle, n'est autre que le modeste atoll inhabité de Rekareka, aussi appelé Tehuata,.
En effet, pour essayer d’identifier la Sagitaria, on peut s’appuyer sur la description des îles découvertes auparavant, dans l'ordre chronologique permis par le croisement des récits de Quiros, de Leza et des autres membres d'équipage. Compte tenu des descriptions données par tous les membres de l’expédition, des coordonnées géographiques qu’ils indiquent, des temps de trajet et des caps qu’ils donnent, on peut avec une quasi-certitude identifier ces îles comme suit :
1. Luna Puesta, le 26 janvier 1606 : Ducie
2. San Juan Bautista, 29 janvier 1606 : Henderson
3. San Telmo, 3 février 1606 : Marutea Sud
4. La 4 Coronadas, 6 février 1606 : îles du groupe Actéon
5. San Miguel, 9 février 1606 : Vairaatea
6. La Conversion de San Pablo, 10 et 11 février 1606 : Hao

La Decena, découverte le 12 février 1606, est probablement Tauere, selon l'acception la plus commune aujourd'hui.

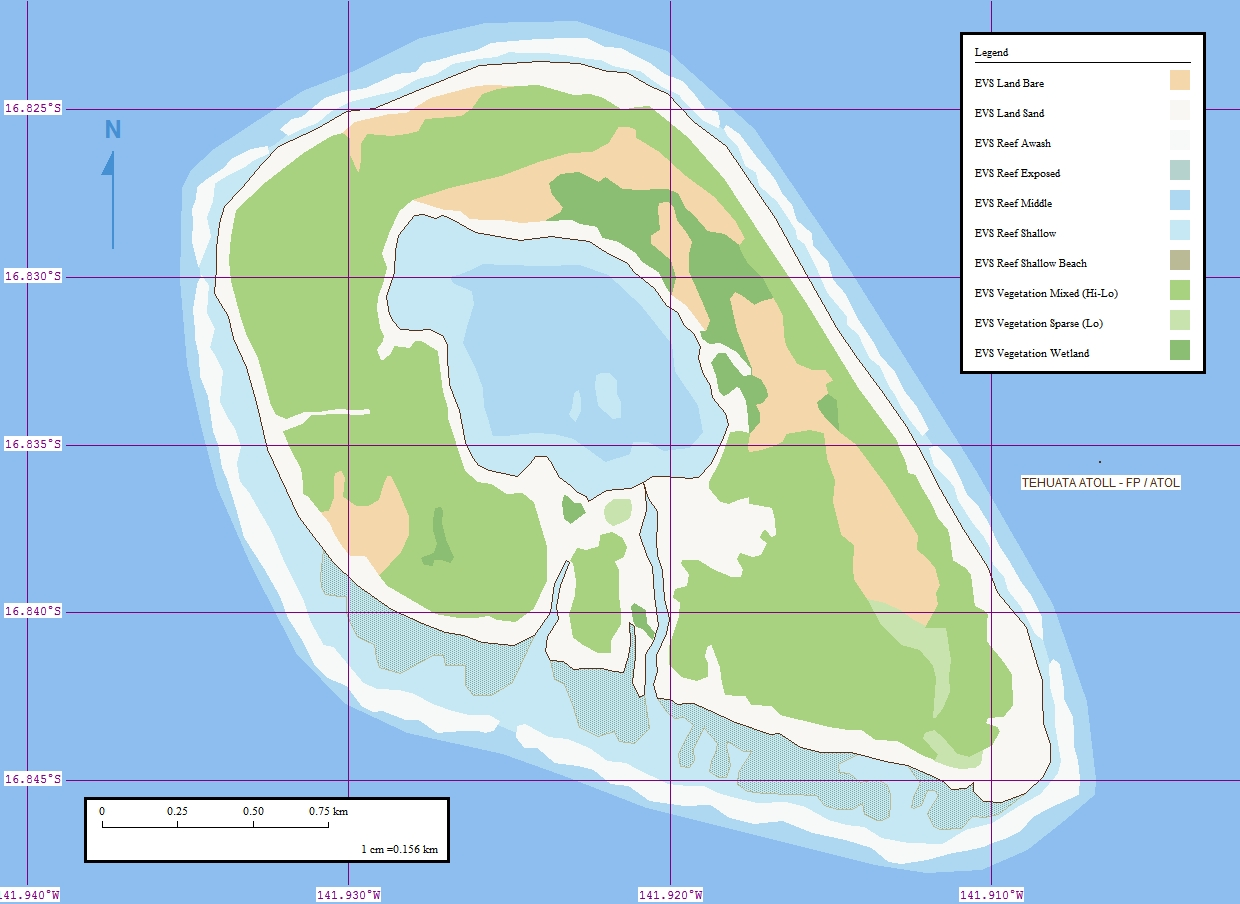
L'atoll de Rekareka.

La Sagitaria étant découverte le lendemain de la Decena, après avoir fait cap au Nord, elle correspond très vraisemblablement à l’atoll de Rekareka, aussi appelée Tehuata.
En pratique, Rekareka se trouve par 16°50 sud, et 141°55 ouest, soit environ 7 000 km (1 110 lieues) de Lima. La latitude est conforme à celle donnée par Torres. L'atoll a toujours été inhabité et fait à peu près 9 km de circonférence, soit environ deux lieues terrestres espagnoles, ce qui le fait parfaitement correspondre à la description que fait Prado y Tovar de l'île qu'il nomme « Sinventura », et qui correspond à la Sagitaria de Quiros.
La théorie de Xavier Caillet est aujourd’hui partagée par les principaux spécialistes du sujet,, et les publications qui attribuent la découverte de Tahiti à Quiros ne font donc que perpétuer une très ancienne erreur.